# Tantilla cucullata
Tantilla cucullata är en ormart som beskrevs av Minton 1956. Tantilla cucullata ingår i släktet Tantilla och familjen snokar. Inga underarter finns listade i Catalogue of Life.
Denna orm förekommer i bergstrakter i västra Texas (USA) och kanske i angränsande regioner av Mexiko. Arten lever bland annat i klippiga områden med en glest fördelad växtlighet av tallar, ekar, en, arter av cylinderopuntiasläktet, kreosotbuske, arter av akaciasläktet, arter av palmliljesläktet, Fouquieria splendens och gräs. Individerna gräver i det översta jordlagret. Honor lägger ägg.
För beståndet är inga hot kända. Hela populationen anses vara stabil. IUCN kategoriserar arten globalt som livskraftig.